# 桑蒂瓦涅斯-德贝哈尔
桑蒂瓦涅斯-德贝哈尔（西班牙語：Santibáñez de Béjar）是西班牙卡斯蒂利亚-莱昂萨拉曼卡省的一个市镇。 总面积30平方公里，总人口649人（2001年），人口密度22人/平方公里。